# Nováky
Nováky (Hongaars:Nyitranovák) is een Slowaakse gemeente in de regio Trenčín, en maakt deel uit van het district Prievidza.
Nováky telt 4402 inwoners.